# 모래내시장
모래내시장(Moraenae Market)은 인천광역시 남동구 구월동에 위치한 인천광역시의 전통시장이다.

## 특징
1982년에 5월에 처음 형성되었으며, 인천광역시에서 부평깡시장과 함께 2대 장터를 이루고 있다. 청과류나 생선류, 농산물, 식료품류, 패션잡화류 등을 많이 취급하고 있다.

## 연혁
- 1982년 5월: 모래내장터 형성
- 2004년 2월: 진흥사업조합 설립
- 2006년 6월: 인정시장 등록
- 2007년 9월: 인천 우수시장 박람회 참가
- 2008년 4월: 아케이드 준공 완료
- 2009년 5월: 진흥사업조합 해산, 전통시장상인회 등록
- 2010년 4월: 공영주차장 준공
- 2012년 12월: 대통령상 표창
- 2016년 11월: 고객쉼터 준공

## 취급품목
- 청과류
- 생선류
- 농산물
- 식료품류
- 방앗간(떡류)
- 건어물류
- 정육점(육류)
- 패션잡화류
- 화장품류
- 혼수류
- 생활용품
- 귀금속
- 건강식품

## 교통

### 도시철도
- ● 인천 도시철도 2호선 : 모래내시장역 (3번 출구)

### 노선 버스
- 6, 6-1, 8, 8A, 30, 36, 37, 46, 535, 9100번

### 인근 도로
- 구월로
- 호구포로
- 구월남로

### 인근 고속도로
- 수도권제1순환고속도로
- 경인고속도로
- 제2경인고속도로